# Gunnar Cynybulk
Gunnar Cynybulk (geboren 1970 in Jena) ist ein deutscher Verleger und Schriftsteller. 2020 gründete er den Kanon Verlag.

## Leben
Gunnar Cynybulk wuchs in Leipzig auf. Mit vierzehn Jahren verließ er die DDR und zog nach Bayern. Er studierte Literatur, Geschichte und Philosophie an der FU Berlin. Seit 1999 arbeitete er als Verlagslektor und Programmmacher im Aufbau Verlag. Er entdeckte und förderte u. a. deutschsprachige Schriftsteller wie Bov Bjerg, Sabrina Janesch, Monika Zeiner, Philipp Winkler oder Verena Boos. Anfang 2014 übernahm er mit Reinhard Rohn die verlegerische Geschäftsführung des Aufbau-Verlags. Im Jahr 2014 erschien sein erster Roman Das halbe Haus. Auf der Lit.Cologne 2014 erhielt er dafür den Silberschweinpreis. Von 2017 bis 2019 war Cynybulk der verlegerische Geschäftsführer der Ullstein Buchverlage. Im November 2020 gab Cynybulk die Gründung des Kanon Verlags in Berlin bekannt. Als im Frühjahr 2022 aufgrund der COVID-19-Pandemie zum dritten Mal in Folge die Leipziger Buchmesse abgesagt wurde, initiierte und organisierte Cynybulk gemeinsam mit dem Verleger Leif Greinus die buchmesse_popup mit mehr als 60 unabhängigen Verlagen und 10.000 Besuchern. Cynybulk ist Gründungsmitglied des PEN Berlin.

## Roman
- Das halbe Haus. Roman. DuMont Verlag, Köln 2014, ISBN 978-3-83219-723-0